# Bresilia corsicana
Bresilia corsicana is een garnalensoort uit de familie van de Bresiliidae. De wetenschappelijke naam van de soort is voor het eerst geldig gepubliceerd in 1977 door Forest & Cals.